# Toquinho
Antônio Pecci, conocido artísticamente como Toquinho (São Paulo; 6 de julio de 1946), es un guitarrista y cantautor brasileño.

## Biografía
Hijo de Diva Bondioli y Antonio Pecci, comenzó temprano su interés por la guitarra. En su infancia su madre lo llamaba «toquinho de gente» [«pequeñito»]. Seguiría entonces con el apodo Toquinho.
A los 14 años comenzó a tomar lecciones con el guitarrista Paulinho Nogueira. Con Edgard Janulo enriqueció su conocimiento de armonía y mejoró este conocimiento en su amistad con Óscar Castro Nieves. El estilo de Baden Powell llegó a ser irresistible para Toquinho, que comenzaba en el ámbito musical. Para tener la personalidad apropiada como guitarrista, buscó en Isaías Sávio la técnica necesaria de la guitarra clásica.
Ya siendo compositor, hizo un curso de armonía y orquestación con Leo Peracchi y el maestro argentino Carmelo Taormina —quien en esa época se había radicado en São Paulo—. En los años sesenta empezó a acompañar a varios artistas profesionales entre los que estuvieron Elis Regina, Chico Buarque, Zimbo Trio, Señales De Valle, Trío de Jazz de Bossa, Tayguara, Ivete, Tuca, Cuña de Geraldo, entre otros, en el escenario del Teatro Paramount.
Este escenario fue el principio de la carrera profesional de Toquinho, todavía solamente como instrumentista acompañante, aunque rápidamente pasó a otros escenarios. Participó en En la onda de la oscilación (costa de Maria Della del teatro, 1964), al lado de Tayguara, de las heces de Thommas, del flautista y del trío de Manfred Fest; en Libertad, Libertad (Costa se Maria Della del Teatro, 1965), con Pablo Autran, Theresa Raquel, Oduvaldo Viana Filho y Cláudia, bajo la dirección musical de Toquinho y en Este mundo es la mía (1965), que incluyó a Sergio Ricardo, Toquinho y Manini.

### Con Chico Buarque
Toquinho cultiva hasta hoy una fuerte amistad con Chico Buarque, iniciada a los 17 años, cuando compusieron la canción Luna llena, la primera melodía de Toquinho que recibió una letra. Buarque la incluyó cuatro años después en su LP Chico Buarque de Holanda (volumen 2) (1967).
En 1966 grabó su primer LP instrumental: O violão de Toquinho [La guitarra de Toquinho], registrado para Fermata. Más adelante participó en comedias musicales de la televisión y de importantes festivales de la canción popular. En 1968 compuso con Pablo Vanzolini Boca da noite [La boca de la noche].
En mayo de 1969 viajó a Italia por más de seis meses con Chico Buarque. Durante este período realizó numerosas presentaciones en los lugares más inusuales de la península, desde castillos medievales hasta cantinas suburbanas. Regresó a Brasil a principios de 1970 y allí grabó su segundo LP para RGE, en el cual apareció su primer gran éxito: Qué maravilha, realizado en sociedad con Jorge Ben.

### Con Vinicius de Moraes
Basado en este trabajo del guitarrista, Vinícius de Moraes en junio de 1970 lo invitó a que lo acompañara junto a María Creuza en una serie de conciertos en el café-concert La Fusa de Mar del Plata, Buenos Aires, Argentina. Esta reunión profesional entre Vinicius y Toquinho duraría diez años y encantaría a Brasil y al mundo con una productividad constante. Crearon cerca de 120 canciones, grabaron alrededor de 25 discos en Brasil y en el exterior y realizaron más de mil actuaciones en escenarios brasileños, europeos y latinoamericanos.
A partir de 1971, inauguraron un circuito por las universidades del país de norte a sur. Momentos importantes de esta sociedad de Toquinho/Vinicius: La Voglia del LP RGE La pazzia, l'incoscienza, l'allegria (1976), grabado en Italia con la participación de Ornella Vanoni; el show del Canecão, en Río de Janeiro, en 1977, com Tom Jobim, Vinicius, Toquinho e Miúcha —Heloísa Maria Buarque de Hollanda—, un espectáculo que mantiene hasta hoy la marca de público y de duración —7 meses en cartel—; y el show Dez anos de Toquinho e Vinicius, en 1979.
En 1980 lanzaron su último trabajo conjunto, Um pouco de ilusão, por Ariola.

### Solista

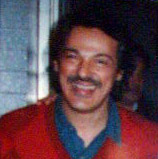
Toquinho en los años ochenta.

Aparte de su relación con Vinicius de Moraes, Toquinho cultivó otras agrupaciones. En 1971 hizo música con Gianfrancesco Guarnieri Castro Alves pede passagem [Castro Alves pide pasaje] y, en 1973, Um grito parado no ar [un grito parado en el aire] y Botequim. Las músicas de esas tres piezas fueron condensadas en el LP de RGE, Botiquín (1973).
En 1974 se lanzó en Brasil el disco RGE Boca da noite, y, en 1976, graba en Itália un disco de solos de guitarra: Toquinho: il Brasile nella chitarra. Los años de 1977 y 1978 fueron marcados por dos LP de Philips: Toquinho Tocando, instrumental, y Toquinho Cantando, teniendo como compañeros, en este último, a Carlinhos Vergueiro e Belchior. En 1979, para conmemorar los diez años de trabajo con Vinicius, en función del concierto que hacían, se lanza el disco Philips Dez anos de Toquinho e Vinicius.
En 1980, Toquinho, Francis Hime y Maria Creuza viajan por Brasil, en más de 90 presentaciones. Al final de ese mismo año, Toquinho se presentó en Buenos Aires y en varias ciudades de Argentina. Durante el invierno de 1981, con la cantante Jane Duboc, actuó en Roma, Milán, Florencia y Turín. En el mismo año, participó en el Festival de Montreux y, desde allí, partió a la temporada estival de Francia, donde actuó en el Olimpia de París. Aún en 1981, viajó por Brasil al lado de Jane Duboc con el show Doce Vida y grabó el disco con el mismo nombre con la discográfica Ariola.
A principios de 1982 Toquinho ofreció varios conciertos en Bogotá y Cali y, en el segundo semestre, fue a Italia para una serie de funciones. El mismo año, Maurizio Fabrizio, compositor italiano, fue a Brasil y compuso con Toquinho algunas canciones para el LP Acquarello, para la compañía Maracanã, lanzado en San Remo y que dio a Toquinho un disco de oro, convirtiéndose en el único artista brasileño en conseguirlo en el extranjero. Aún en 1982 vuelve a presentarse en el Festival de Montreux junto a otros artistas brasileños.

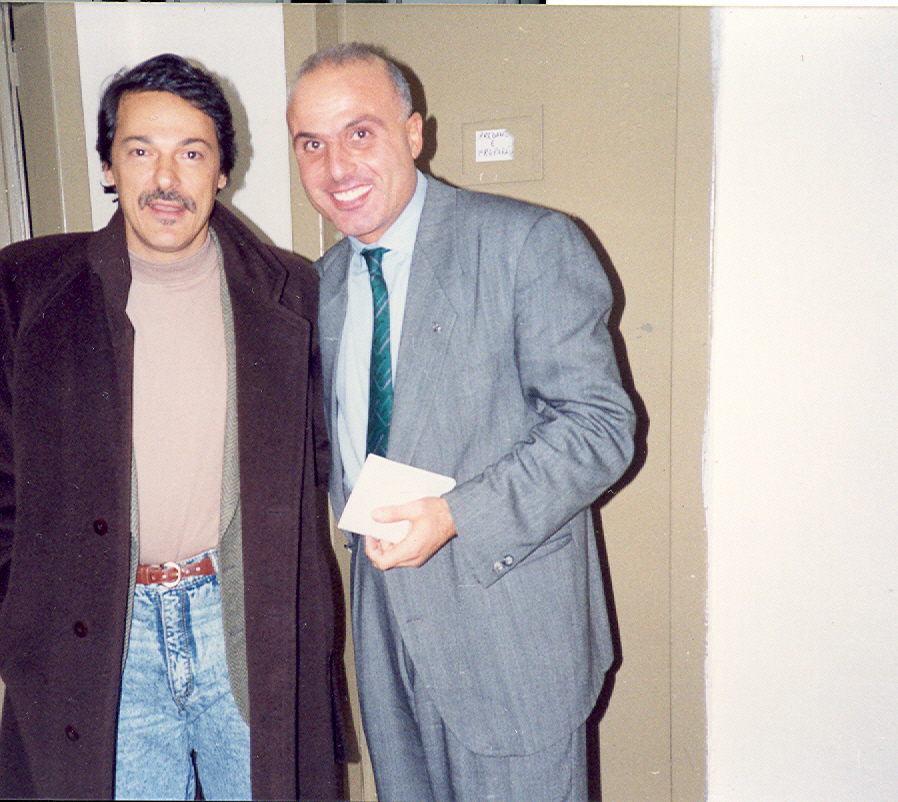
Toquinho con el periodista italiano de espectáculos Gildo de Stéfano, en el Festival International de Guitarra (años ochenta).

En 1983 grabó en Brasil el LP Aquarela para Ariola, que fue el disco número 35 de su carrera. En ese mismo año condujo el espectáculo Canta Brasil en el Teatro Sistina de Roma, mostrando la historia de la música popular brasileña, con la participación de grandes músicos como Blanco de Nieve, Papete, Marçal Velho de Portela, Mutinho, Luizão, Rafael Rabelo, Luciana Rabelo, Dominguinhos y un coro formado por las voces de Guadalupe, Silvia Maria, Bel y Eliana Estevão. Más tarde ese mismo año concluyó, junto al baterista Mutinho, un nuevo trabajo dedicado a los niños, el LP Casa de Juguetes.
En 1984 lanzó Sonho dourado [Sueño dorado], un disco producido por Barclay y un espectáculo con el mismo nombre. En 1985, Toquinho compuso el LP A Luz do Solo, para Barclay, un trabajo esencialmente instrumental. En 1986 editó el LP Coisas del Corazón, también para Barclay, y actuó en Italia, Colombia, Córcega y Japón, dónde hizo varias presentaciones al lado del saxofonista japonés Sadao Watanabe. En ese mismo año produjo, en sociedad con Elifas Andreato, diez canciones que tratan sobre la Declaración Universal de los Derechos del Niño y que fueron editadas en el LP Canción de todos los niños.
En 1987 volvió a Japón para una serie de muestras en Osaka, Kōbe, Kioto y Tokio. Entró en la Fiesta del Club Enfadada, promovida por Watanabe, al lado de Vicktor Lazio, el Andy Narell Group, el Bill Brufford Quartet, la Semana Activa, Pierre Borrough, Karizana, el Jeff Lorber Group, Nick Plyntas, las Chaquetas de Yelllow. Lanzó el LP Go Juntos, grabado durante las muestras en el Club Enfadado, con la participación de Sadao Watanabe. 20 días después viajó a España para tocar en Madrid, Barcelona, Avilés, Zaragoza, Pamplona y otras ciudades. 
Grabó una versión de Acuarela en español a dúo con la cantante mexicana Guadalupe Pineda. En 1987 fue tres veces a Chile, entrando en Santiago y Viña del Mar. Una de las muestras fue transmitida por la Televisión Nacional de Chile para toda América Latina durante el concurso de Señorita Chile.
En 1988 realizó una gira por todo Brasil e hizo un concierto en la Plaza de Maksoud. Realizó conciertos en Santiago y Caracas. Con la muestra Hecha en el Corazón entró en el circuito nacional, con la prominencia para una estación de dos semanas en el Palacio —en São Paulo—.
En 1989 se presentó a bordo de la nave Eugênio C y entra en varias capitales de Brasil y en Puerto Rico. En julio viajó a Japón, actuando en Kioto y Tokio, y grabó un especial para la televisión japonesa, Fuji. A fines de julio, embarcó a Europa para actuar en Barcelona, Sevilla y Córdoba. En París participó de la conmemoración del bicentenario de la Revolución francesa.

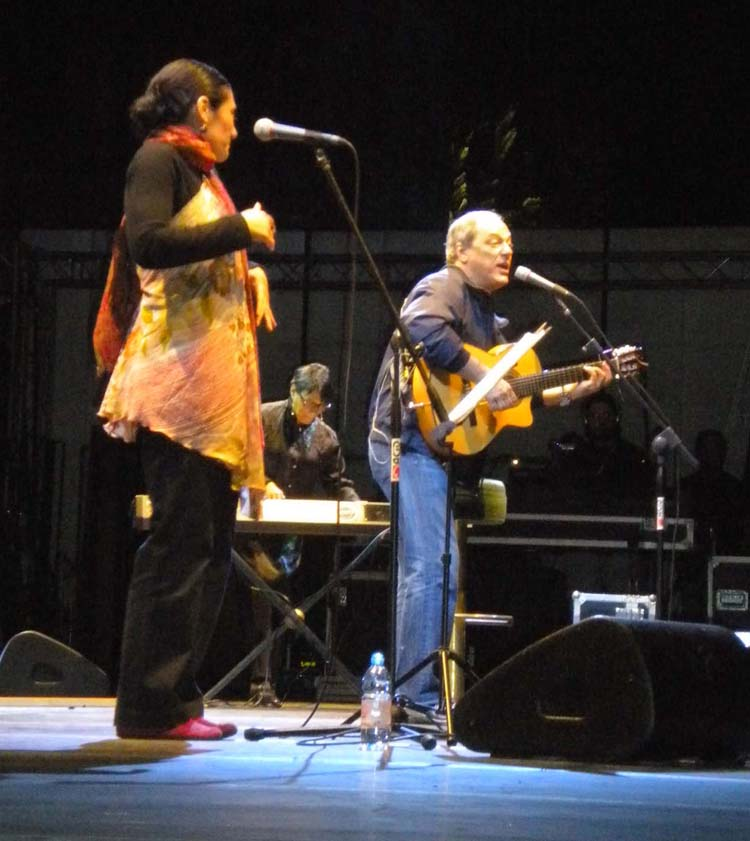
Toquinho en un recital con Badi Assad en Cremona (Italia), en agosto de 2010.

En agosto de 1990 lanzó su disco número 42: A la Sombra de un Jatobá. En ese disco, mezcló varios estilos musicales, de baladas a la Steve Wonder, hasta la samba e Clara Nunes. Tuvo la participación especial de Raimundo Fagner y Eliana Estevão. También 1990 realizó una gira por todo Brasil y volvió a Italia.
Empezó 1991 con una nueva gira por Italia. En Brasil logró un show de 5 semanas en el Palladium de San Pablo, además de varias presentaciones en el resto del país. A fines de ese año sacó en Italia el disco El viajero del sueño, para BMG-Ariola. En 1992 lanzó El viajero del sueño en España, en América Latina y en Brasil. 
En 1993, BMG-Ariola produjo para el mercado italiano una colección organizada para propio Toquinho y el director de RCA, Angelo Franchi, que incluyó 20 grabaciones representativas de la carrera de Toquinho. En 1995 grabó un vídeo para el mercado japonés con música de bossa-nova, con la participación de Tom Jobim, João Gilberto, Chica Costa y Lyra, entre otros.
Entró con Sadao Watanabe en la muestra de los 100 años de amistad Brasil-Japón. A fines de 1995 presentó el especial Toquinho 30 Años de Música en la Rede Manchete, con la participación de Chico Buarque, Gilberto Gil, Jorge BenJor, Lúcio Dalla, el Cuarteto en Cy y Oswaldinho de Acordeón.
En 1997 saca para Paradoxx, después de siete meses de preparación, dos productos: un CD interactivo de canciones y un doble CD con sus treinta canciones favoritas. En febrero empezó la grabación del CD Herdeiros do Futuro, por Movieplay, basado en los diez derechos universales del niño. Este proyecto, en su versión teatral, se presentó en el Teatro Gazeta de São Paulo, con éxito de público y crítica. 
En enero de 1999 participó como jurado en el Festival de San Remo, junto a José Carreras y Ennio Morricone. Ese año participó con los discos Songbook de Chico Buarque, con la música Time Bueno; Implicated del grupo Los Jamones; y La mitad del mundo, de Maria Creuza.
En enero de 2021, colaboraba en el sencillo "Comerte Entera" del artista español C. Tangana, dentro del disco El Madrileño.

## Discografía
- Toquinho en un recital en Cremona (Italia), en agosto de 2010.O Violão de Toquinho (1966)
- La vita, amico, é l'arte dell'incontro (1969)
- Toquinho (1970)

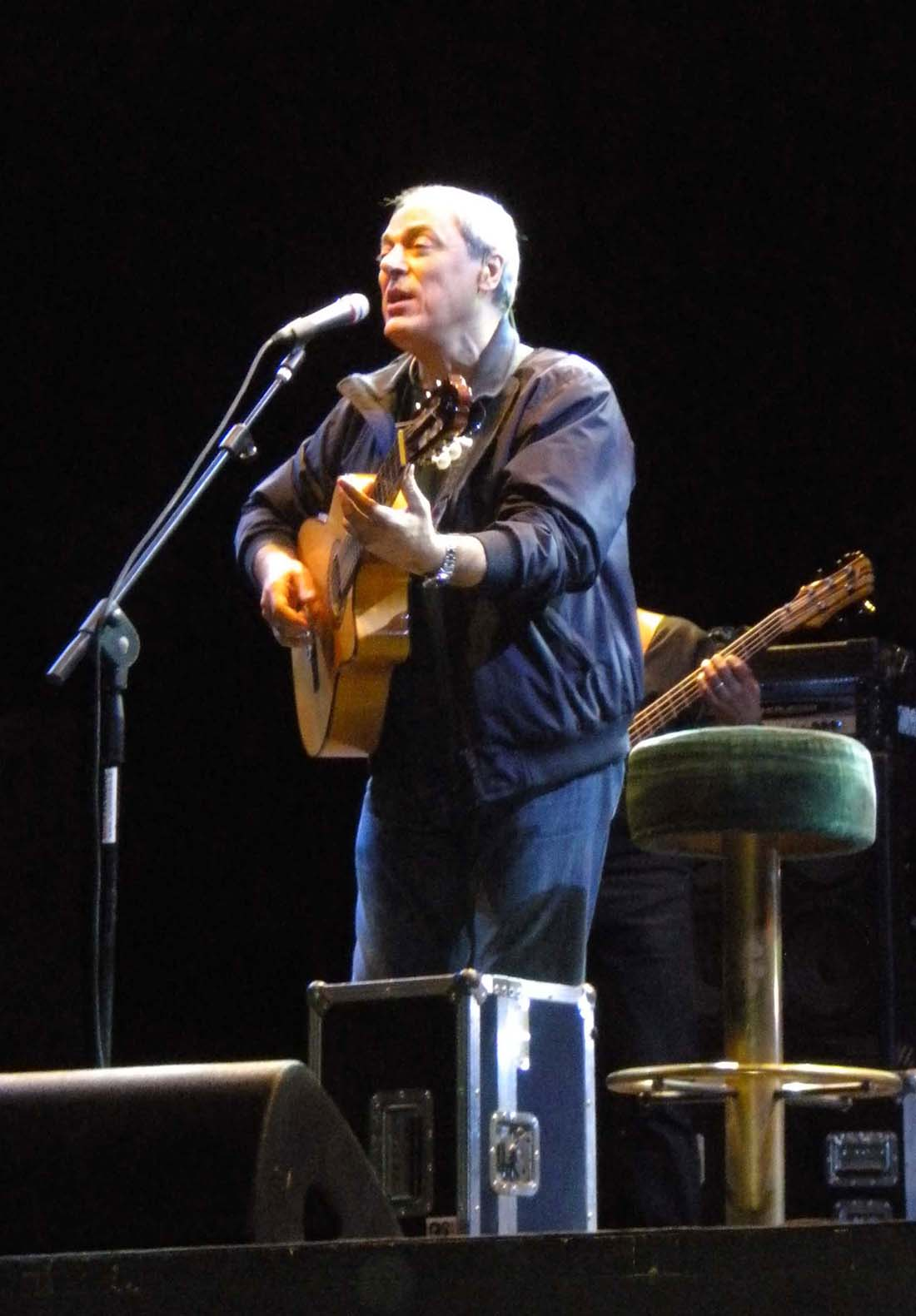
Toquinho en un recital en Cremona (Italia), en agosto de 2010.

- Vinicius de Moraes en "La Fusa" con Maria Creuza y Toquinho (1970)
- Como Dizia o Poeta…Música Nova (1971)
- Per vivere un grande amore (1971)
- São Demais os Perigos desta Vida… (1971)
- Toquinho e Vinícius (1971)
- Vinicius + Bethania + Toquinho en La Fusa - Mar Del Plata (1971)
- Vinícius Canta "Nossa Filha Gabriela" (1972)
- O Bem Amado - trilha sonora original da telenovela (1973)
- Poeta, Moça e Violão - Vinicius, Clara Nunes, Toquinho (1973)
- Toquinho & Guarnieri - Botequim (1973)
- Toquinho - Boca da Noite (1974)

- Toquinho, Vinícius e Amigos (1974)
- Vinicius de Moraes, Quarteto Em Cy & Toquinho (1974) en el Teatro Tuca de Sao Paulo.
- Fogo sobre Terra - trilha sonora original da telenovela (1974)
- Toquinho e Vinícius (1974)
- Vinícius / Toquinho (1975)
- Toquinho e Vinícius - O Poeta e o Violão (1975)

- La voglia, la pazzia, l'incoscienza, l'allegria (1976)

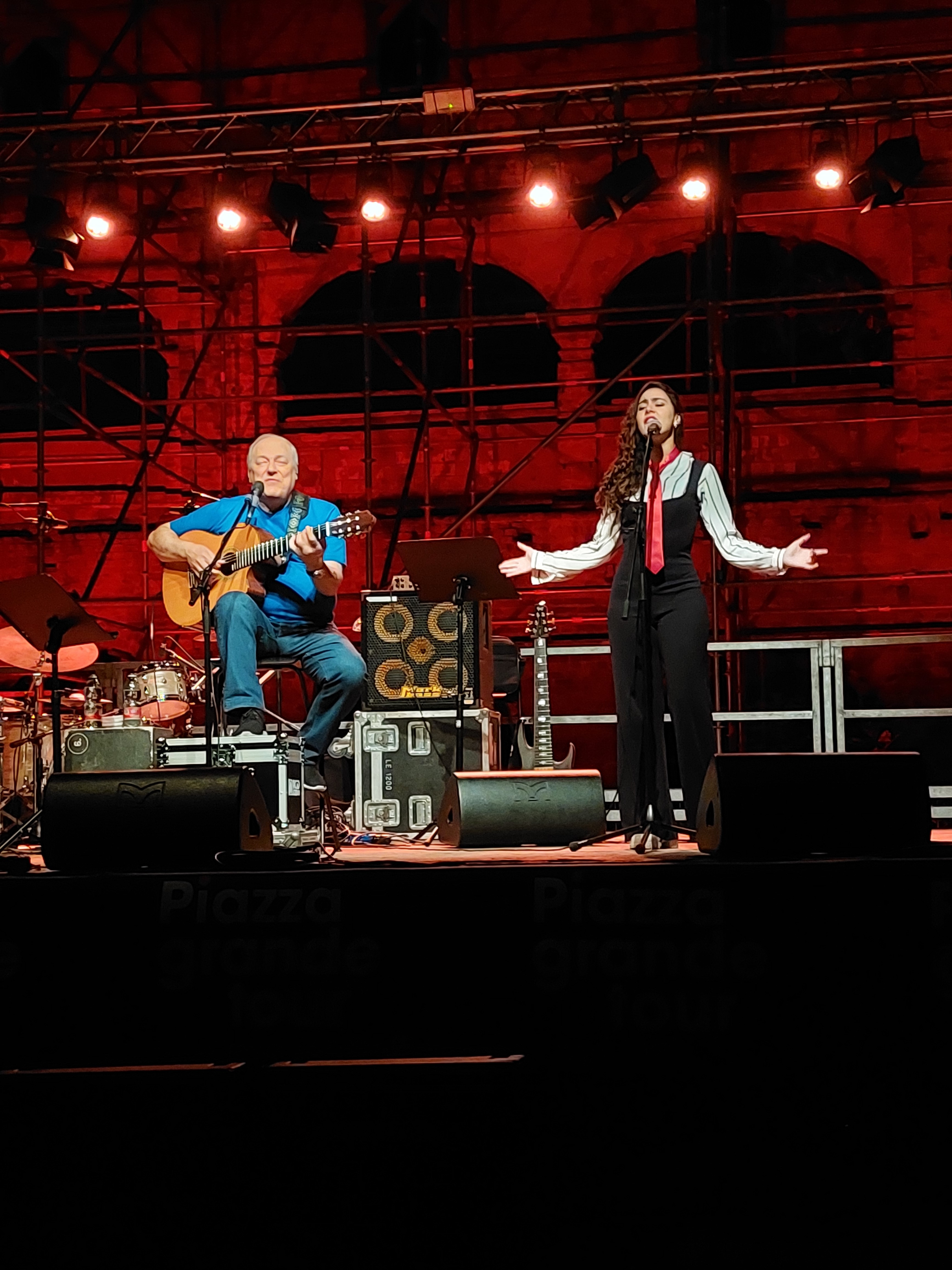
Toquinho en un recital con Camilla Faustino en Piacenza (Italia), en julio de 2022.

- Toquinho - Il Brasile nella chitarra strumentale - Torino - Itália (1976)
- Toquinho Tocando 1977 (1976)
- The Best of Vinicius & Toquinho (1977)
- Tom, Vinícius, Toquinho, Miúcha (1977)
- Enciclopédia da Música Brasileira - Toquinho (1978)
- Toquinho Cantando - Pequeno Perfil de um Cidadão Comum (1978)
- 10 Anos de Toquinho e Vinícius (1979)
- Paulinho Nogueira e Toquinho - Sempre Amigos (1980)
- Um Pouco de Ilusão (1980)
- A Arca de Noé (1980)
- A Arca de Noé - 2 (1980)
- Toquinho, la chitarra e gli amici (1981)
- Doce Vida (1981)
- Toquinho ao Vivo em Montreaux (1982)
- Toquinho - Acquarello (1983)
- Toquinho - Aquarela (1983)
- Casa de Brinquedos (1983)
- Sonho Dourado (1984)
- Bella la vita (1984)
- A Luz do Solo (1985)
- Coisas do Coração (1986)
- Le storie di una storia sola (1986)
- Vamos Juntos - Toquinho Live at Bravas Club'86 Tokyo (1986)
- Canção de Todas as Crianças (1987)
- Made in Coração (1988)
- Toquinho in Canta Brasil (1989)
- Toquinho - À Sombra de um Jatobá (1989)
- Toquinho Instrumental (1990)
- El viajero del sueño (1992)
- Il viaggiatore del sogno (1992)
- O Viajante do Sonho (1992)
- La vita è l'arte dell'incontro (1993)
- Trinta Anos de Música (1994)
- Toquinho e suas Canções Preferidas (1996)
- Canções dos Direitos da Criança (1997)
- Brasiliando (1997)
- Toquinho - Italiano (1999)
- Toquinho - Paulinho Nogueira (1999)
- Vivendo Vinicius - ao vivo - com Baden Powell, Carlos Lyra, Miúcha e Toquinho (1999)
- Sinal Aberto - Toquinho e Paulinho da Viola (1999)
- Coleção Toquinho e Orquestra (2001)
- Canciones de los derechos de los niños (2001)
- DVD - Toquinho (2001)
- DVD - Toquinho Live Concert (lançado na Itália) (2001)

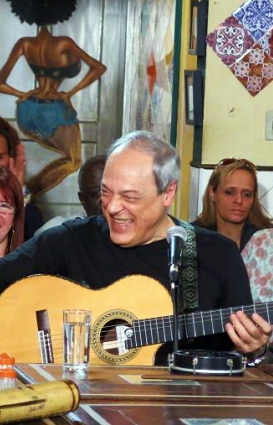
Toquinho en el programa televisivo Samba na Gamboa, en el canal TV Brasil.

- Toquinho - Amigos e Canções - Coletânea da Revista Reader's Digest (2002)
- Herdeiros do Futuro - com Projeto Guri (2002)
- Ensinando a Viver (2002)
- Toquinho e Orquestra Jazz Sinfônica (2002)
- Só tenho tempo pra ser feliz (2003)
- Toquinho - Le canzoni della mia vita (2003)
- DVD - Tons do Brasil - Toquinho (2003)
- Toquinho - Bossa Nova Para Sempre (2004)
- DVD Toquinho - Tributo à Bossa Nova (2004)
- CD / DVD - Toquinho no Mundo da Criança (2005)
- DVD - Só tenho tempo pra ser feliz - Ao Vivo (2005)
- Mosaico - músicas de Toquinho e Paulo César Pinheiro (2005)
- Passatempo - Retrato de uma época (2005)
- A Vida Tem Sempre Razão - Tributo a Toquinho - CD de Silvia Goés, Ivâni Sabino e Pepa D'Elia (2006)
- DVD - Passatempo - Retrato de uma época (2007)
- CD - O poeta, a moça e o violão - Vinicius, Clara Nunes e Toquinho (2008)
- DVD - Jobim, Vinicius, Toquinho & Miucha - I Concerti Live - gravado em 1978 (2008)
- DVD - Toquinho - I Concerti Live - gravado em 1983 (2008)
- DVD - Toquinho - Programa Ensaio - gravado em 1990 (2008)
- CD - Toquinho e MPB-4 - 40 anos de música (2008)
- DVD - Toquinho e MPB-4 - 40 anos de música (2009)